# 村上通清
村上 通清（むらかみ みちきよ）は、日本の戦国時代から江戸時代前期にかけての武将。紀州藩重臣。父は村上通康で来島通総の弟。

## 生涯
備中侵攻を控えた羽柴秀吉によって能島村上氏・来島村上氏の両家臣が招かれ、吉清は来島氏の名代として秀吉と会談し、秀吉側に寝返るように誘われた。能島村上氏は拒絶したが、来島村上氏はこれを契機に毛利氏から離反した。この結果、毛利勢に攻められる事となり、兄・通総らは京へ落ち延びたが、その後も日高城に籠城し、頑強に抵抗したので、毛利勢を悩ませたという。
毛利氏との和睦後、秀吉によって海賊停止令が出ると来島家を辞し、天正年間末に後藤基次と共に黒田氏に仕官するが、ここもほどなくして致仕し、関ヶ原の戦いでは西軍に属して、菅達長と共に伊勢国鳥羽で戦った。
戦後、浪人していたが福島正則に仕官して2,500石を給される。後、4,212石に加増され、備後三原城城代を務める。この頃、大堤防を築くなど治世に貢献するが、元和5年（1619年）に福島氏が改易されると浪人し、因島に隠棲した。後に紀州藩主・徳川頼宣が人材を求めた際に仕官を勧められ、同じ福島旧臣の大崎長行・真鍋貞成らと共に召抱えられ4,220石を知行された。子孫は紀州藩家老として続いた。